# Роузи Томас
Джени Кинг (на английски: Janey King, известна под псевдонима Роузи Томас (на английски: Rosie Thomas) е британски журналист и писател. Автор е на 20 романа и се нарежда сред първите 100 писатели, чиито книги са заимствани от библиотеки в Обединеното кралство. Два пъти печели наградата „Романтичен роман на годината“.

## Биография
Тя израства в северно село в Уелс, Денвър. Майка ѝ умира, когато тя е на десет години. Завършва гимназия в „Милфийлд“, като по-късно следва висшето си образование в колежа „Сейнт Хилда“ на Оксфордски университет. Работила е като журналист, малко преди да стартира кариерата си на писател.. Тя създава своя псевдоним от името на майка си и брачното име на сестра си, Томас.
От 1982 г. тя е публикувала многобройни романи, като няколко от тях се превръщат в топ десет бестселъри. Нейните книги разглеждат общи теми като любовта и загубата.
Джени Кинг сключва брак със съпруга си, литературен критик, след като завършва своето висше образование. Имат две деца. След развода им, в средата на 90-те години, тя преобръща живота си и се насочва към алпинизъм. На 60-ия си рожден ден, изкачва връх в Ейгер, Швейцария. Също така се състезава в рали с коли от Пекин до Париж. До днес тя живее в Лондон.

## Награди
Кинг е един от малкото автори, които два пъти печелят наградата „Романтичен роман на годината“ от „Романтичната младежка асоциация“. Кинг печели през 1985 г. отличие за своя трети роман „Изгрев“, а през 2007 г. и за „Ирис и Руби“. През 2012 г. „Романтичната младежка асоциация“ награди Джени за „Най-добър епически романс на годината“ с произведението ѝ „Кашмирският шал“ от 2011 г.

### Романи
- Celebration (1982) (известен като „избор на любовта“ в САЩ)
- Follies (1983)
- Sunrise (1984)
- The White Dove (1986)
- Strangers (1987)
- Bad Girls, Good Women (1988)
- A Woman of Our Times (1990)
- All My Sins Remembered (1991)
- Other People's Marriages (1993)
- A Simple Life (1995)
- Every Woman Knows a Secret (1996)
- Moon Island (1998)
- White (2000)
Белият връх, изд. „СББ Медиа“ (2018), прев. Боряна Даракчиева
- The Potter's House (2001)
- If My Father Loved Me (2003)
- Sun at Midnight (2004)
Слънце в полунощ, изд.: „СББ Медиа“, София (2016), прев. Боряна Даракчиева
- Iris and Ruby (2006)<
Айрис и Руби, изд.: „Рийдърс дайджест“, Германия (2010), прев. Боряна Даракчиева
Айрис и Руби, изд.: „СББ Медиа“, София (2014), прев. Боряна Даракчиева
- Constance (2007)
- Lovers & Newcomers (2010)
- The Kashmir Shawl (2011)
Кашмиреният шал, изд.: „СББ Медиа“, София (2015), прев. Боряна Даракчиева
- The Illusionists (2014)[4][5]

### Серия „Илюзионистите“ (Illusionists)
1. The Illusionists (2014)
2. Daughter of the House (2015)

### Документалистика
- Border Crossing: On the Road from Peking to Paris (1998)